# Iglesia de San Mateo de Bages
La iglesia de San Mateo de Bages es un edificio religioso en el municipio del mismo nombre y perteneciente a la comarca catalana del Bages en la provincia de Barcelona. En su mayoría la construcción que presenta es de principios del siglo XIX en que se reformó y amplió por ser demasiado pequeña y estar en muy mal estado. Es una iglesia prerrománica incluida en el Inventario del Patrimonio Arquitectónico de Cataluña y protegida como Bien Cultural de Interés Local.

## Historia
De la iglesia no consta ninguna noticia anterior al siglo X, pero de los restos que han quedado del primitivo templo se demuestra su existencia en este periodo. El año 983 se consagró la iglesia a San Lorenzo, momento en el que el campanario ya figuraba. La iglesia consta como donación del conde de la Cerdaña, Oliba Cabreta, en el Monasterio de San Lorenzo de Bagá. Es en el año 1078 cuando aparece documentado por primera vez cuando se le hacen unos legados. En el siglo XIII pasa a ser parroquia y ya en 1359 tenía 37 fogajes. En 1936 durante la guerra civil española, todo lo que había en el interior de la iglesia fue destruido.

## Descripción

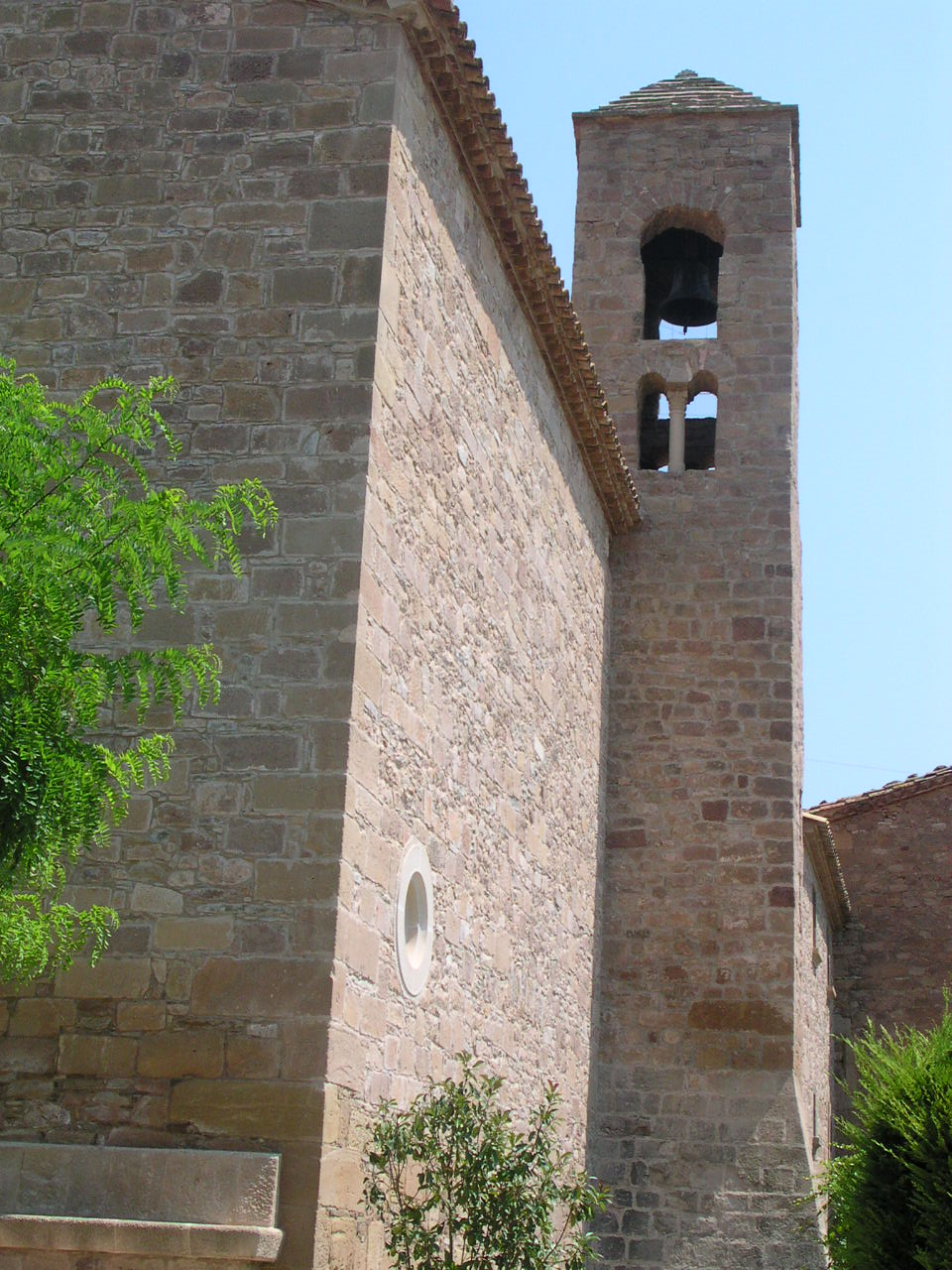
Campanario de la iglesia de San Mateo de Bages.

El edificio es de planta rectangular, sin crucero, adosada a una casa en la parte posterior. Presenta una nave central con altares laterales. La fachada es muy simple: un portal alzado que se accede por una pequeña escalinata, y un óculo encima, coronado por una inscripción gótica. La cubierta es a dos aguas. Justo sobre el altar hay un cuerpo sobresaliente que resalta esta parte en el exterior. Destaca como elemento importante, su campanario de torre cuadrada situado en el lateral izquierdo -en el centro del muro- y que data del siglo X. El interior es sencillo y relativamente bien conservado.

### Campanario
El campanario de la torre, prerrománico de torre cuadrada está constituido por tres pisos y con ventanas con los característicos arcos de herradura a cuatro caras, los cuales contenían unos capiteles corintios rústicos -hoy localizados en el Museo Comarcal de Manresa, donde se conservan cuatro capiteles. El campanario se trata de un prisma de 2,97 metros de lado x 15,80 metros de altura, las paredes internas del cual se adelgazan por medio de un escalón a 5,10 metros del suelo. Destaca por ser de construcción irregular, de piedras escuadradas a golpe de martillo en hiladas de altura desigual, unidas con mortero de cal y arena. Es originario del año 983, y conserva todas sus partes menos la cubierta.